# 음의 소득세
음의 소득세(Negative income tax) 또는 부(負)의 소득세는 경제학에서 고소득자에게는 세금을 징수하고 저소득자에게는 보조금을 주는 소득세 또는 그 제도를 말한다.
특정 수준 이하의 소득이 있는 사람은 정부에게 세금을 내는 것이 아니라, 반대로 정부로부터 보조금을 지급 받는 세금 체계이다. 몇몇 경제학자들에 의해 논의 된 바 있으나 완벽히 실현된 사례는 아직 없다. 영국의 정치학자 줄리엣 리스윌리엄스가 1940년대에 제안했고 후에 미국의 자유시장 경제학자 밀턴 프리드먼도 이같은 제안을 한 바 있다.
음의 소득세 시스템에서는, 특정 수준까지의 소득에 대해서는 세금이 없고, 그 수준보다 높은 소득에 대해서 세율에 의해 세금이 부과 되는 한 편, 그 수준보다 낮은 소득의 사람들은 부족한 부분에 대하여 정해진 비율로 보조금을 지급 받는다.

## 포괄적인 음의 소득세
국가가 빈곤층의 소득을 보충해야 한다는 견해는 오랜 역사를 가지고 있다.(세계 기본소득 § 역사 참조). 이러한 급여는 다른 소득이 부족한 사람으로 제한되거나 특정 욕구(자녀 수 등)에 대한 조건부 지급인 경우 급여로 보지만, 다른 원천에서 소득이 있는 근로자가 계속 보충금으로 수령하는 경우에는 마이너스 세금으로 간주된다. 수급자가 확고한 자격 기준을 충족하기를 중단하는 경우 급여를 철회하는 것은 복지 함정을 낳는 것으로 종종 간주된다.
마이너스 세금에 의한 빈곤층에 대한 지원 수준은 경제적 효율성과 분배적 정의라는 상반된 주장에 따라 모수적으로 조정될 수 있다고 생각된다. 프리드먼의 NIT는 다른 혜택들이 대부분 중단될 것이라는 제약 때문에 이러한 조정 가능성이 없으며, 따라서 임금 보조금은 프리드먼의 특정한 마이너스 소득세보다 일반적인 마이너스 소득세를 더 대표한다.
1975년 미국은 근로빈곤층을 대상으로 근로장려세제를 통해 마이너스 소득세를 시행했다. 1995년 조사에 따르면 미국 경제학자의 78%가 마이너스 소득세를 복지제도에 도입하는 것을 지지했다.

### 이론 개발

마이너스 소득세 또는 기본소득과 동등하게 표현되는 소득재분배

마이너스 조세에 대한 이론적 논의는 빌프레도 파레토(Vilfredo Pareto)로부터 시작되었는데, 그는 할당 효율성(즉, 사람들이 소득에 따라 원하는 것을 줄 수 있는 시장의 능력)과 분배 정의(즉, 이러한 소득이 애초에 공정한가의 문제)를 공식적으로 구분했다. 그는 시장 경제가 발생하는 소득 분배 내에서 자원을 최적으로 할당한다는 것을 보여주고자 했지만, 이러한 분배 자체에 최적인 것은 없다는 것을 받아들였다. 그는 사회가 웰빙을 극대화하기를 원한다면 시장이 생산과 교환을 통제하도록 한 다음 '자유 경쟁의 작동에 따라 수행되는 제2의 분배'에 의해 결과를 수정해야 한다고 결론지었다. 그의 주장은 직접 이전이 경제적 효율성의 감소를 최소화하면서 주어진 재분배 효과를 얻었으며, 왜곡을 도입하여 효율성을 손상시키는 (최저임금을 통해 현대 경제에서 발생하는 것처럼) 시장에 대한 정부의 간섭보다 낫다는 것이었다.
아브람 버그슨과 폴 새뮤얼슨(Oscar Lange의 초기 연구를 바탕으로)은 파레토의 주장에 대해 좀 더 공식적인 진술을 했다. 그들은 시장 경쟁과 관련된 최적의 효율성이 분배 효과를 통해서만 사회복지 함수에 의해 반영되는 최대 행복에 미치지 못한다는 것을 보여주었고, 국가가 '부수'는 마이너스 세금이고 '부수'는 왜곡된 결과가 없는 가상의 재분배를 의미하는 새뮤얼슨의 용어인 '일시금 세금 또는 현상금'을 통해 소득을 이전한다면 진정한 최적을 얻을 수 있다는 것을 보여주었다.

### 최적조세이론
Bergson/Samuelson 분석에 따르면 제안된 모든 조치(물건을 그대로 두자는 제안 포함)는 (i) 보다 공평한 분배에서 전반적인 복지 향상, (ii) 도입된 왜곡으로 인한 경제적 효율성 손실 및 (iii) 행정 비용의 세 가지 요소 간의 균형에 따라 평가될 수 있다. 이 중 첫 번째 요소는 쉽게 화폐의 합으로 동일시될 수 없으며, 마지막 요소는 지배적인 요소가 아닐 것이다. 따라서 재분배는 보다 평등한 분배에서 더 많은 (비화폐적) 혜택이 경제적 효율성의 금전적 손실로 상쇄될 수 있는 시점까지 추구되어야 한다.
베르그송/새뮤얼슨 이론은 대체로 공리주의적인 틀에서 전개되었다. 네 번째 요소는 현재의 소유권 또는 정당한 소득에서 파생된 도덕적 주장의 형태로 추가될 수 있다. 계몽주의 시대에는 이에 상당한 비중을 두었지만, 흄과 공리주의자들은 이를 거부했다. 오늘날에는 거의 언급되지 않지만, 선험적인 고려 사항이라고 무시할 수는 없다.
형평과 효율 사이의 상충관계에 대한 이론적 연구는 1971년 James Mirlees에 의해 시작되었다. Eytan Sheshinski는 다음과 같이 요약했다:
```
* Mirles가 계산한 다양한 예에서 최적의 소득세 일정은 낮은 소득에서 음의 세금으로 대략 선형인 것으로 나타난다.
```

## 프리드먼의 음의 소득세
"마이너스 소득세"는 1962년에 그들의 책 "자본주의와 자유"의 간략한 부분에서 처음으로 구체적인 제안을 제시한 밀턴과 로즈 프리드먼에 의해 옹호된 결과로 미국에서 유명해졌다. 그들의 제도는 그 운영에 있어서 대부분의 형태의 보편적 기본 소득 (UBI) (qv. 특히 동등성에 대한 기본 원칙 섹션 §)과 동등한다.
앞서 언급한 작업에서 Friedman은 마이너스 소득세의 다섯 가지 혜택을 제공한다. 첫째, Friedman은 개인이 가능한 최선의 지원 방법으로 보는 현금을 제공한다고 주장한다. 둘째, 일반적인 노령 급여나 농장 프로그램을 통한 것이 아니라 소득을 통해 직접 빈곤을 대상으로 한다. 셋째, 그의 견해로는 마이너스 소득세는 그 시기에 존재하는 모든 지원 프로그램을 대체하고 하나의 보편적 프로그램을 제공할 수 있다. 넷째, 이론적으로 마이너스 소득세의 비용은 주로 낮은 행정 비용으로 인해 기존 프로그램의 비용보다 낮을 수 있다. 마지막으로 프로그램은 최저임금법이나 관세가 하는 방식으로 시장을 왜곡해서는 안 된다.
프리드먼은 1968년 인터뷰에서 소득이 4,000달러인 4인 가족 A와 소득이 2,000달러인 4인 가족 B를 고려할 때 NIT를 다음과 같이 구상했다. 손익분기점 소득이 3,000달러라면 세금 신고 후 가족 A는 1,000달러에 세금을 내고 가족 B는 50% NIT 세율을 가정할 때 500달러를 받을 자격이 있다. 즉, 소득과 손익분기점 소득 간 차이의 절반을 의미한다. 따라서 소득이 0달러인 가족은 1,500달러의 보조금을 받을 자격이 있다. 프리드먼은 NIT가 100% 유효 한계 세율을 적용한 보장된 소득 프로그램과 비교하여 근로 동기를 파괴하지 않을 것이라고 주장했다. 즉, GIP 근로자가 임금이 1달러 인상될 때마다 1달러의 보조금을 잃는다는 것이다.
밀턴 프리드먼은 1966년 논문 "오른쪽에서 바라보다"에서 자신의 제안을 다음과 같이 언급했다.
```
* 
좌파
는 상당한 (만장일치와는 거리가 멀지만) 열정을 가지고, 
우파
는 상당한 (만장일치와는 거리가 멀지만) 적대감을 가지고 맞이해 왔다. 하지만 제 생각에는 마이너스 소득세가 복지국가 지지자들의 철학과 목표, 그리고 경제에 대한 더 큰 정부 통제의 철학과 목표보다 제한된 정부와 최대한의 개인 자유라는 지지자들의 철학과 목표에 더 부합한다.
```

프리드먼은 또한 우파가 적대시하는 두 가지 이유를 자세히 설명하고 제공했다. 첫째, 그는 가난한 사람들이 그들의 복지를 향상시킬 동기가 없을 것이라는 보장된 최소 소득의 도입으로 인해 우파가 두려워한다고 언급한다. 둘째, 우파는 정치인들 사이에서 손익분기점 소득에 대한 상향 압력이 있을 것이라는 위협이 존재하기 때문에 NIT의 정치적 결과에 대해 확신하지 못한다.
프리드먼 부부는 1980년에 그들의 책과 텔레비전 시리즈인 "선택의 자유"에서 더 많은 사람들에게 이 아이디어를 홍보했다. 이것은 종종 경제학자들에 의해 논의(및 지지)되었지만 완전히 실행된 적은 없다. 이것에 대해 주장된 이점은 다음과 같다:
- 빈곤 완화
- "복지 함정" 제거
- 혜택 체계를 효율화.

빈곤의 완화는 자본주의와 자유에서 언급되었는데, 프리드먼은 1961년 미국 정부가 주로 보훈급여와 기타 수당을 제외한 복지급여, 사회보장급여 지급, 공공주택 등에 약 330억 원을 지출했다고 주장했다. 프리드먼은 1961년 5,700만 명의 소비자 사이의 지출을 다시 계산해 가장 가난한 10%에게 소비자 1인당 6,000달러를, 가장 가난한 20%에게 3,000달러를 지원했을 것이라는 결론에 도달했다. 프리드먼은 또한 가장 가난한 20%의 소득을 가장 낮은 소득으로 올리는 프로그램이 미국 정부가 1961년 지출한 금액의 절반에도 미치지 못한다는 것을 발견했다.
프리드먼 가족의 글은 미국의 정치적 권리에 영향을 미쳤고, 1969년 리처드 닉슨 대통령은 UBI와 공통점을 가진 가족 지원 프로그램을 제안했다. 밀턴 프리드먼은 원래 닉슨의 제안을 지지했지만, 결국 그것의 비뚤어진 인센티브 효과 때문에 그것을 반대했다. 프리드먼은 주로 프리드먼이 원래 제안했던 것처럼 기존의 프로그램을 대체하는 대신, 닉슨의 프로그램이 그 당시에 기존의 프로그램과 결합될 것이라는 생각에 반대했다.
한편, 좌파성향 정치인들 사이에서 마이너스 소득세에 대한 지지가 증가하고 있었다. Paul Samuelson은 Newsweek에서 그것은 누구의 시대가 도래했는지에 대한 아이디어라고 주장했고, 1,200명이 넘는 학계 경제학자들이 그것을 지지하는 탄원서에 서명했다. Friedman은 아마도 탄원서가 새로운 조치를 기존 프로그램에 대한 보완이 아닌 대체품으로 명시적으로 설명하지 않았기 때문에 서명을 보류했다.
미국에서 시민의 무질서가 줄어들면서, 마이너스 소득세에 대한 지지는 미국 우파들 사이에서 시들해졌다. 대신 이 교리는 일반적으로 "기본 소득" 또는 파생상품이라는 이름으로 정치적 좌파와 특별히 연관되었다. 1986년 기본 소득 지구 네트워크 (BIEN)의 설립과 함께 유럽에서 더 많은 자극을 받았다. 2000년에 프리드먼은 기본 소득을 "마이너스 소득세의 대안과 비교하여" 어떻게 보는지에 대한 질문에 그 조치들은 대안이 아니며 기본 소득은 "마이너스 소득세를 도입하는 다른 방법일 뿐"이라고 대답하여 그 동등성에 대한 수치적인 예를 제시했다.

## 보편적 기본소득과의 비교
마이너스 소득세는 구조적으로 보편적 기본 소득과 유사한데, 둘 다 정확히 동일한 소득 순이전을 달성할 수 있기 때문이다. 그러나 두 메커니즘은 정부에 대한 비용, 지급 시기, 납세자의 심리적 인식에서 다를 수 있다.

## 같이 보기
- 기본소득
- 근로장려세제